# 索福尼斯巴·安圭索拉
索福尼斯巴·安圭索拉（義大利語：Sofonisba Anguissola，1532年—1625年），她是文藝復興時期晚期歐洲首位具有國際聲望的矯飾主義女畫家，她因把義大利畫派引入了西班牙文化而為人稱道。

## 生平
索福尼斯巴．安圭索拉的父親是阿米爾卡．安圭索拉（義大利語：Amilcare Anguissola），是義大利克雷莫納熱那亞貴族（義大利語：Genova）。她的母親比安卡．龐松（義大利語：Bianca Ponzone）也具有貴族背景。有手足6人（5個妹妹1個弟弟）。她的名字，索福尼斯巴來自悲慘的迦太基人物，這是因為安圭索拉家族與迦太基人有緊密的關連。父親阿米爾卡鼓勵他所有的女兒習畫，所以索福尼斯巴以及其他四個妹妹都是畫家，但以索福尼斯巴最有成就。義大利文藝復興時期的女性通常不能跟隨某大師級藝術家學畫。這是文藝復興時期藝術家的標準培訓方式。當時女子想要成為畫家的話，往往是接受自本來就是畫家的父親（有時是兄弟）的訓練。這樣，他們可以接受培訓並繞過學徒制。但是索福尼斯巴·安圭索拉是個例外，因為她的父親不是藝術家。
1546年，14歲時，她與妹妹埃琳娜被送往貝爾納迪諾·坎皮（義大利語：Bernardino Campi）學畫，她從後者學習矯飾主義的繪畫風格，諸如繪畫設計的重要性。直到坎皮搬到米蘭，她們在那裡學習了三年繪畫。安圭索拉繼續在貝爾納迪諾·坎皮那裡接受訓練，期間她的人像畫是受到柯雷喬（義大利語：Correggio）極大的影響。在16歲就能夠替作為修女的妹妹繪製筆法成熟的肖像。在開始自力更生的時候，索福尼斯巴還教她的姐妹露西亞(Lucia Anguissola)、歐羅巴和安娜畫畫，這一時期，她大約創作了30幅畫作。索福尼斯巴的父親曾將其素描寄給米開朗基羅，並受到年邁的巨匠的賞識，作品被評價「具有光榮與思慮周全的情感」。並受其培養及鼓勵。
25歲左右，她已成為義大利家喻戶䁱的女畫家。
她在繪畫上的名聲也有助於她到西班牙宮廷工作。於1559至1579年她受到西班牙國王菲利普二世的賞識被聘請為宮廷畫家，從此國際聲譽大振。在隨後的幾年中為西班牙宮廷繪製了許多肖像，包括菲利普二世的姐姐Juana和他的兒子Don Carlos。這些畫作的難度在於，它需要花費了大量的時間和精力來繪製許多精美的面料和對皇家臣民至關重要的精緻珠寶的設計同時間，亦擔任菲利普二世的第三任妻子瓦盧瓦的伊莉莎白（法語：Élisabeth de Valois，Élisabeth de France）及女兒伊莎貝拉·克拉拉（Esabella Clara Eugenia）的侍者。可惜的是，這段時期的畫作多已亡佚。
西元1571年左右，菲利普二世（Philip II）為她安排了婚姻。讓她與西西里島總督帕特諾王子的兒子唐·弗朗西斯科·蒙卡達（Don Francisco de Moncada）結婚，西班牙國王並給了索福尼斯巴嫁妝。婚禮後，這對夫婦前往義大利探望家人，最後再返回西班牙。在西班牙法院工作了18年之後，她和丈夫終於在1578年某個時候得到國王的允許下永久離開了西班牙。他們於巴勒摩（意大利語：Palermo）定居，其餘大部分時間她都在此生活及工作。丈夫唐·弗朗西斯科於1579年去世。
1579年末，在一艘開往克雷莫納的船上，安圭索拉遇到了船長，一位名叫奧拉齊奧·洛梅利諾（Orazio Lomellino）的熱那亞貴族，並於1580年1月與他結婚。從1584年到1616年或1620年之間，這對夫婦一直住在熱那亞。在此期間，她受到了熱那亞畫家盧卡·坎比亞索（Luca Cambiaso）的作品影響。1624年7月12日，在她生命即將結束時，年輕的佛蘭德畫家安東尼·範·戴克（Anthony van Dyck）拜訪了她，並為她繪製了一幅肖像。
她這一生大約創作了50幅畫作，其中絕大部分是肖像畫。
安圭索拉的國際聲望部分歸因於她的貴族身分，她的出生背景再加上深厚的美術天賦使她克服了以前阻礙婦女從事美術職業的偏見與限制，這在當時的女子中是十分罕見的。

## 家族成員
父親：阿米爾卡．安圭索拉（Amilcare Anguissola）
母親：比安卡．龐松（Bianca Ponzone）
丈夫：唐·弗朗西斯科·蒙卡達（Don Francisco de Moncada）、奧拉齊奧·洛梅利諾（Orazio Lomellino）
弟妹：
- 埃琳娜．安圭索拉(Elena Anguissola)(1536-1585)，畫家，以密涅瓦修女的名字進入修道院。
- 露西亞．安圭索拉(Lucia Anguissola)（1537-1565），畫家。
- 密涅瓦．安圭索拉（Minerva Anguissola)（1539-1566），老師，非畫家，擅長拉丁語和義大利語。
- 歐羅巴．安圭索拉(Europa Anguissola)（1542（或 1543）-？），畫家，嫁給了 Carlo Schinchinelli。
- 阿斯德魯巴萊．安圭索拉(Asdrubale Anguissola)(1551-1623)，音樂家。
- 安娜．瑪利亞．安圭索拉(Anne Maria Anguissola)（1555-1611），畫家和教師，於 1574年與賈科莫·迪·加斯帕雷·索米(Giacomo di Gaspare Sommi)結婚。

## 作品特色
儘管索福尼斯巴受到的鼓勵和支持比當時的普通女性要多得多，但她由於是女性的身份，當時的社會氛圍仍然不允許她研究解剖學或是從事祼體畫的研究工作（一位女士看裸照被認為是不可接受的），所以，她無法完成大型宗教或歷史繪畫所需要的複雜的多位數構圖。取而代之的是，她試圖創作新型肖像畫。自畫像和她自己的家人便是她利用的最頻繁的對象，諸如其自畫像（1554 Kunsthistoriches博物館，維也納），棋局（1555年，博物館Narowe，波茲南），即描述了三個的她露西亞（Lucia），密涅瓦（Minerva）和歐羅巴（Europa）姐妹，以及阿米爾卡（Amilcare），密涅瓦（Minerva）和Asdrubale Anguissola肖像（約1557-1558年，丹麥尼瓦（Nivaagaards Malerisambling），尼瓦加德（Nivaagaards Malerisambling）。

## 扩展阅读
- Boullosa, Carmen.  [The Virgin and the Violin]. Madrid: Editorial Siruela; Mexico: Debolsillo, Random House Mondadori （西班牙语）. (a novel on Sofonisba Anguissola's life)